# مقاطعة فيشر (تكساس)
مقاطعة فيشر (بالإنجليزية: Fisher  County)‏ هي إحدى المقاطعات في ولاية تكساس، الولايات المتحدة الأمريكية.

## أعلام
- دويل برونسون